# 冷泉為尹
冷泉 為尹（れいぜい ためまさ）は、南北朝時代から室町時代にかけての公卿・歌人。権中納言・冷泉為秀の子。官位は正二位・権大納言。冷泉家3代当主。

## 経歴
応永6年（1399年）、従三位に叙任。応永8年（1401年）に参議、応永9年（1402年）に権中納言となる。応永22年（1415年）に正二位・権大納言となるが翌応永23年（1416年）に辞した。
歌人としては、歌が『新後拾遺和歌集』等に入首している。また正徹に和歌を教授している。
なお、冷泉家は為尹の子の代から為之の流れ（上冷泉家）と持為の流れ（下冷泉家）に分かれる。

## 系譜
- 父：冷泉為秀（?-1372）
- 母：不詳
- 妻：不詳
  - 男子：冷泉為之
  - 男子：冷泉為員
  - 男子：冷泉持為（1401-1454）